# Норт-Кенсінгтон (Меріленд)
Норт-Кенсінгтон (англ. North Kensington) — переписна місцевість (CDP) в США, в окрузі Монтгомері штату Меріленд. Населення — 9497 осіб (2020).

## Географія
Норт-Кенсінгтон розташований за координатами 39°2′21″ пн. ш. 77°4′18″ зх. д. / 39.03917° пн. ш. 77.07167° зх. д. (39.039196, -77.071562).  За даними Бюро перепису населення США в 2010 році переписна місцевість мала площу 3,98 км², з яких 3,96 км² — суходіл та 0,03 км² — водойми.

## Демографія
Згідно з переписом 2010 року, у переписній місцевості мешкало 9514 осіб у 3581 домогосподарстві у складі 2260 родин. Густота населення становила 2388 осіб/км².  Було 3771 помешкання (946/км²).
Расовий склад населення:
| - 62,4 % — білих - 12,5 % — чорних або афроамериканців - 10,1 % — азіатів - 0,6 % — корінних американців - 8,9 % — осіб інших рас |

До двох чи більше рас належало 5,5 %. Частка іспаномовних становила 22,1 % від усіх жителів.
За віковим діапазоном населення розподілялося таким чином: 21,7 % — особи молодші 18 років, 64,5 % — особи у віці 18—64 років, 13,8 % — особи у віці 65 років та старші. Медіана віку мешканця становила 39,8 року. На 100 осіб жіночої статі у переписній місцевості припадало 90,8 чоловіків;  на 100 жінок у віці від 18 років та старших — 88,8 чоловіків також старших 18 років.
Середній дохід на одне домашнє господарство  становив 112 608 доларів США (медіана — 93 311), а середній дохід на одну сім'ю — 124 768 доларів (медіана — 106 667). Медіана доходів становила 61 437 доларів для чоловіків та 70 125 доларів для жінок. За межею бідності перебувало 8,6 % осіб, у тому числі 12,4 % дітей у віці до 18 років та 13,0 % осіб у віці 65 років та старших.
Цивільне працевлаштоване населення становило 5328 осіб. Основні галузі зайнятості: науковці, спеціалісти, менеджери — 23,7 %, освіта, охорона здоров'я та соціальна допомога — 20,9 %, публічна адміністрація — 11,4 %, мистецтво, розваги та відпочинок — 8,9 %.